# St. Anthony (Minnesota)
St. Anthony is een plaats (city) in de Amerikaanse staat Minnesota.

## Demografie
Bij de volkstelling in 2000 werd het aantal inwoners vastgesteld op 8012.

## Geografie
Volgens het United States Census Bureau beslaat de plaats een oppervlakte van
6,1 km², waarvan 5,9 km² land en 0,2 km² water.

## Plaatsen in de nabije omgeving
De onderstaande figuur toont nabijgelegen plaatsen in een straal van 8 km rond St. Anthony.